# إيفار أوسن
ايفار أندرياس أوسن (بالنرويجية: Ivar Aasen)‏ (ولد في 5 أغسطس 1813 - وتوفي في 23 سبتمبر 1896 في أوسلو) كان باحث لغوي وشاعر. واشتهر بإنشائه للغة النرويجية الجديدة نينوشك كما هو مكتوب، وكان شاعرا محترما، كتب في كثير من المواضيع قصيدته المشهورة «النرويجي» . في عام 1873 حصل على وسام القديس أولاف لخدماته في مجال الأدب.

## اقرأ أيضاً
- نينوشك
- سبينوشك موردليسته

## روابط خارجية
- إيفار أوسن على موقع الموسوعة البريطانية (الإنجليزية)
- إيفار أوسن على موقع ميوزك برينز (الإنجليزية)
- إيفار أوسن على موقع ديسكوغز (الإنجليزية)